# Lymbel'ka
Il Lymbel'ka (in russo Лымбелька?; in lingua selcupa: Лы́мбэл кы) è un fiume della Russia siberiana occidentale, affluente di destra del Tym. Scorre nel Kargasokskij rajon dell'Oblast' di Tomsk.
Il Lymbel'ka ha origine nella parte sud-orientale del Bassopiano della Siberia occidentale e scorre con direzione mediamente meridionale attraverso una zona paludosa; sfocia nel Tym nel suo medio corso, a 472 km dalla foce. Il fiume ha una lunghezza di 240 km e il suo bacino è di 2 150 km².